# Kanton Rumigny
Rumigny is een voormalig kanton van het Franse departement Ardennes. Het kanton maakte deel uit van het arrondissement Charleville-Mézières.

## Geschiedenis
Het werd opgeheven bij decreet van 21 februari 2014 met uitwerking op 22 maart 2015. Hierbij werden de gemeenten opgenomen in het kanton Signy-l'Abbaye.

## Gemeenten
Het kanton Rumigny omvatte de volgende gemeenten:
- Antheny
- Aouste
- Aubigny-les-Pothées
- Blanchefosse-et-Bay
- Bossus-lès-Rumigny
- Cernion
- Champlin
- L'Échelle
- Estrebay
- La Férée
- Flaignes-Havys
- Le Fréty
- Girondelle
- Hannappes
- Lépron-les-Vallées
- Liart
- Logny-Bogny
- Marby
- Marlemont
- Prez
- Rouvroy-sur-Audry
- Rumigny (hoofdplaats)
- Vaux-Villaine